# Де Клерк, Жан
Жан Де Клерк (фр. Jean De Clercq; 17 мая 1905, Антверпен, Бельгия — 20 марта 1984) — бельгийский футболист, полузащитник, участник чемпионата мира 1930 года.

## Карьера

### Клубная
Выступал за клубы «Беерсхот» и «Антверпен», в составе которого провёл свыше двухсот матчей в чемпионате Бельгии. Дважды становился чемпионом и трижды был серебряным призёром чемпионата Бельгии в составе «Антверпена».

### В сборной
В составе сборной участвовал в первом чемпионате мира по футболу, провёл на турнире стартовый матч против сборной США. Всего отыграл 11 матчей за сборную, голов не забивал.
| Матчи и голы Жана Де Клерка за сборную Бельгии | Матчи и голы Жана Де Клерка за сборную Бельгии | Матчи и голы Жана Де Клерка за сборную Бельгии | Матчи и голы Жана Де Клерка за сборную Бельгии | Матчи и голы Жана Де Клерка за сборную Бельгии | Матчи и голы Жана Де Клерка за сборную Бельгии | Матчи и голы Жана Де Клерка за сборную Бельгии |
| ---------------------------------------------- | ---------------------------------------------- | ---------------------------------------------- | ---------------------------------------------- | ---------------------------------------------- | ---------------------------------------------- | ---------------------------------------------- |
| №                                              | Дата                                           | Место проведения                               | Соперник                                       | Счёт                                           | Голы                                           | Турнир                                         |
| 1                                              | 13 апреля 1930                                 | Коломб, Франция                                | Франция                                        | 6:1                                            | -                                              | Товарищеский матч                              |
| 2                                              | 4 мая 1930                                     | Амстердам, Нидерланды                          | Нидерланды                                     | 2:2                                            | -                                              | Товарищеский матч                              |
| 3                                              | 11 мая 1930                                    | Брюссель, Бельгия                              | Ирландское Свободное Государство               | 1:3                                            | -                                              | Товарищеский матч                              |
| 4                                              | 18 мая 1930                                    | Антверпен, Бельгия                             | Нидерланды                                     | 3:1                                            | -                                              | Coupe Van den Abeele                           |
| 5                                              | 8 июня 1930                                    | Антверпен, Бельгия                             | Португалия                                     | 2:1                                            | -                                              | Товарищеский матч                              |
| 6                                              | 13 июля 1930                                   | Монтевидео, Уругвай                            | США                                            | 0:3                                            | -                                              | Чемпионат мира 1930                            |
| 7                                              | 11 октября 1931                                | Брюссель, Бельгия                              | Польша                                         | 2:1                                            | -                                              | Товарищеский матч                              |
| 8                                              | 6 декабря 1931                                 | Брюссель, Бельгия                              | Швейцария                                      | 2:1                                            | -                                              | Товарищеский матч                              |
| 9                                              | 20 марта 1932                                  | Антверпен, Бельгия                             | Нидерланды                                     | 1:4                                            | -                                              | Coupe Van den Abeele                           |
| 10                                             | 9 апреля 1933                                  | Антверпен, Бельгия                             | Нидерланды                                     | 1:3                                            | -                                              | Товарищеский матч                              |
| 11                                             | 22 октября 1933                                | Дуйсбург, Германия                             | Германия                                       | 1:8                                            | -                                              | Товарищеский матч                              |

Итого: 11 матчей / 0 голов; 5 побед, 1 ничья, 5 поражений.

### Тренерская
В период с 1949 по 1953 гг. являлся тренером клуба «Антверпен» совместно с Ришаром Гедоптом.

## Достижения
«Антверпен»
- Чемпион Бельгии: 1929, 1931
- Серебряный призёр чемпионата Бельгии: 1930, 1932, 1933